# ポップ・シー
ペイプ・シー（Pape Sy、1988年4月5日 - ）は、フランスのプロバスケットボール選手。ブルターニュ地域圏コート＝ダルモール県ルデアック出身。ポジションはシューティングガード、スモールフォワード。201cm、102kg。日本語ではポップ・サイ、ペイプ・サイなどの表記もある。

## 来歴
姉のペンダ・シーも欧州で活躍するプロバスケットボール選手である。2004年、16歳の時にSTBル・アーヴルのユースチームに入団。